# Зубцов
Зубцо́в — місто в Росії, адміністративний центр Зубцовського району Тверської області. Історичне місто загальнодержавного значення.
Населення — 6979 мешканців (2010 рік; 7,4 тис. за переписом 2002 року).
Місто розташоване в гирлі річки Вазузи, при впадінні її в Волгу, за 146 км від Твері.

## Історія
Перша згадка в літописах — 1216 рік.
До революції було багатим купецьким містечком на двох річках. Через місто волоком проходили баржі в Твер і Москву з Ржева. В місті було багато кам'яних будинків і православних церков. Після ВВВ збереглася лише мала частка цих будівель.
Під час Другої Світової війни місто було сильно зруйноване. Тут проходили жорстокі бої Ржевської битви. На зубцовському меморіалі поховані близько 15 тисяч бійців Червоної армії.
В 1970-і роки збудована Вазузька гідротехнічна система, забезпечуючи Москву питною водою. Під час будівництва гідровузола в місто приїхало велика кількість спеціалістів та інженерів, для яких був збудований новий мікрорайон 5-ти і 10-ти поверхових будинків.

## Населення

### Чисельність населення
| 1825 | 1833 | 1840 | 1847 | 1856 | 1863 | 1867 | 1870 | 1885 | 1897 | 1910 |
| ---- | ---- | ---- | ---- | ---- | ---- | ---- | ---- | ---- | ---- | ---- |
| 1776 | 2358 | 3036 | 2579 | 2976 | 3524 | 3390 | 3301 | 4191 | 2992 | 3167 |

| 1917 | 1920 | 1923 | 1926 | 1939 | 1959 | 1970 | 1979 | 1989 | 2002 | 2010 |
| ---- | ---- | ---- | ---- | ---- | ---- | ---- | ---- | ---- | ---- | ---- |
| 3303 | 3281 | 2933 | 3663 | 4718 | 4500 | 4678 | 6398 | 7630 | 7430 | 6979 |

## Економіка
- Ремонтно-механічний завод
- Машинобудівний завод
- Гребля Вазузької гідротехнічної системи
- ВАТ Збагачувальна фабрика (збагачення кварцового піску)

## Цікаві об'єкти
- Собор Успіння Пресвятої Богородиці в Зубцові
- Меморіальний комплекс жертвам ВВВ
- Оглядовий майданчик на стрілку Вазузи і Волги поруч з меморіалом
- танк Т-34 біля автодороги Москва-Рига
- краєзнавчий музей

## Галерея

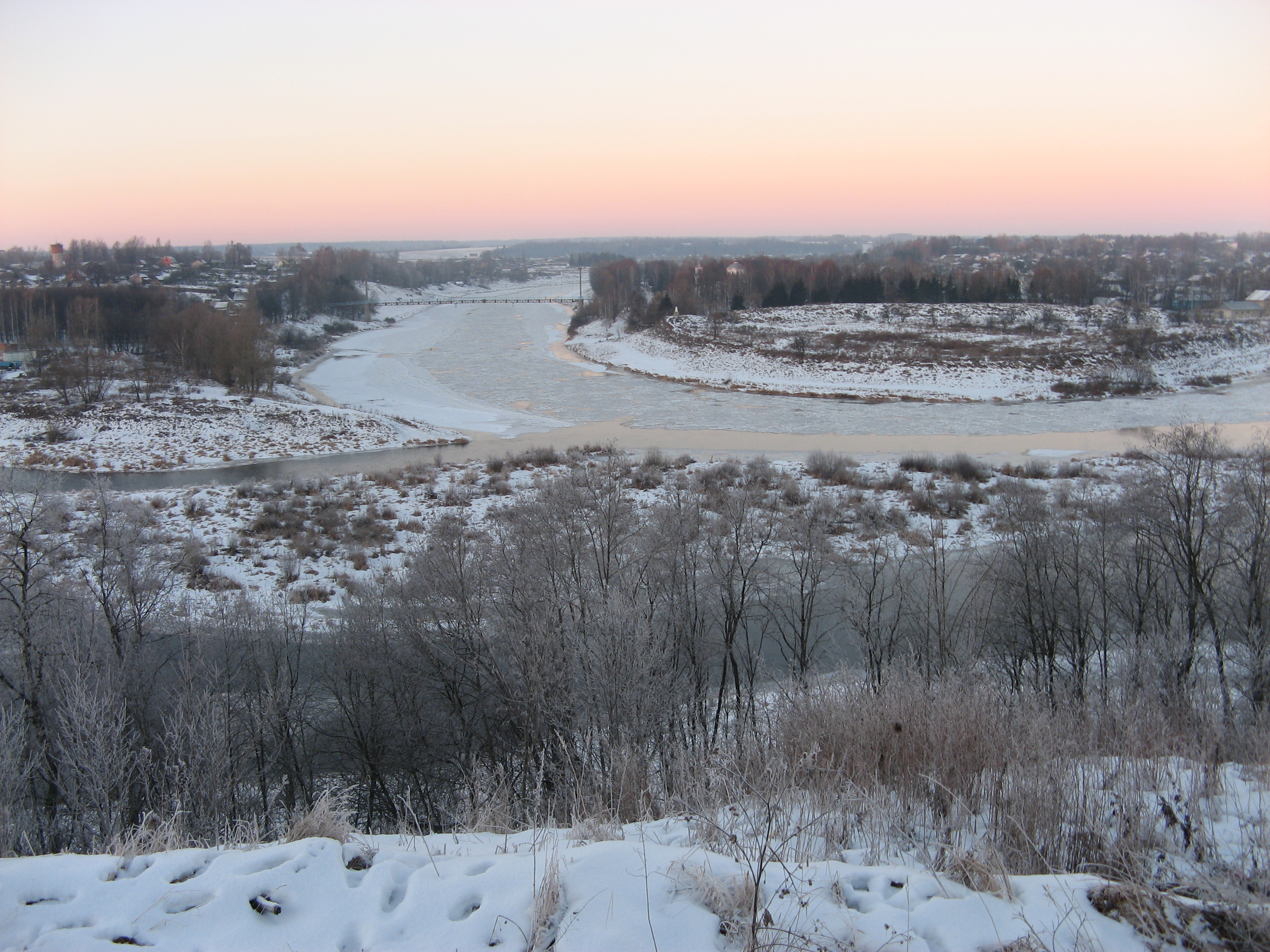
Льодостій на Волзі в Зубцові. На протилежному березі видно залишки древнього валу
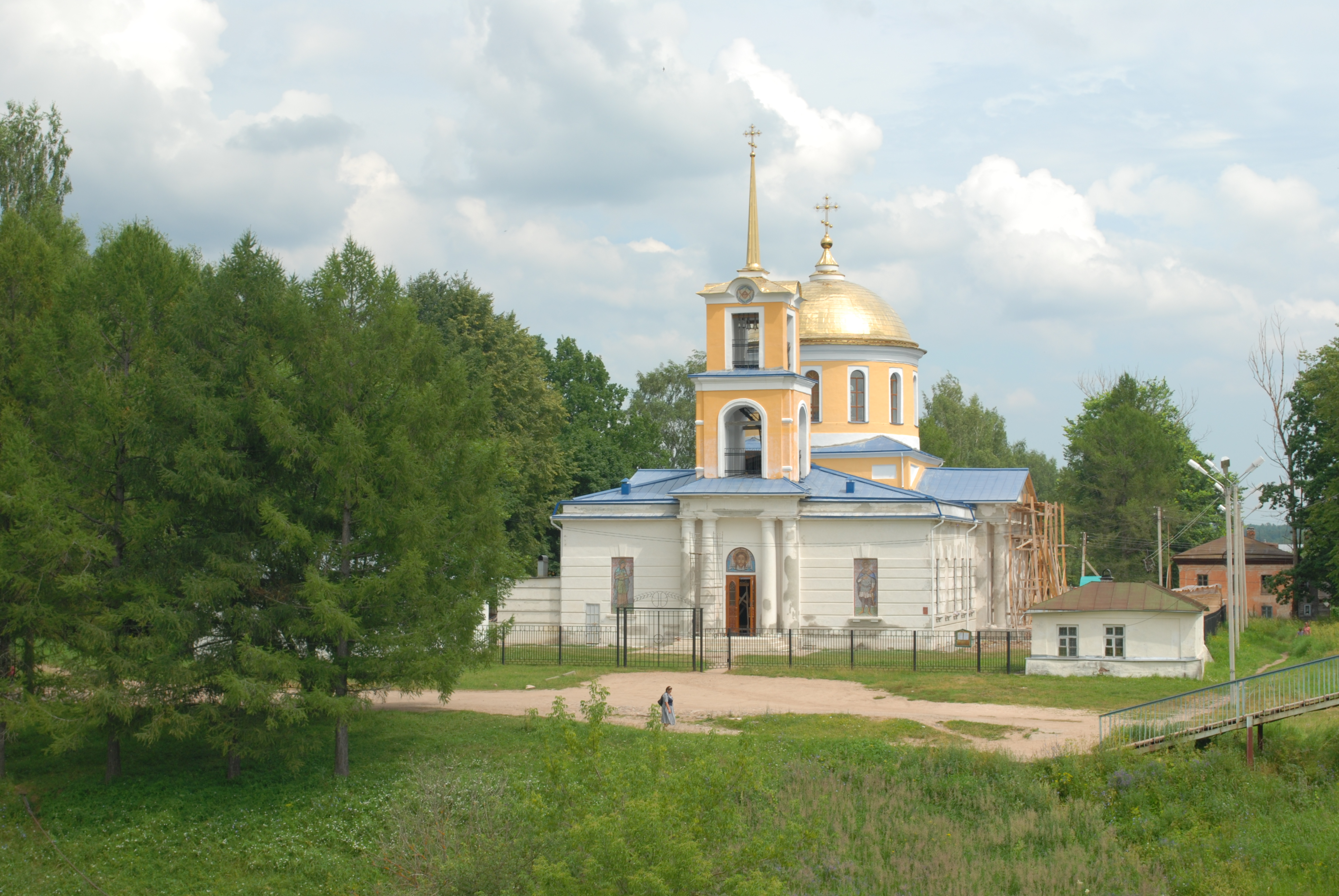
Успенський собор
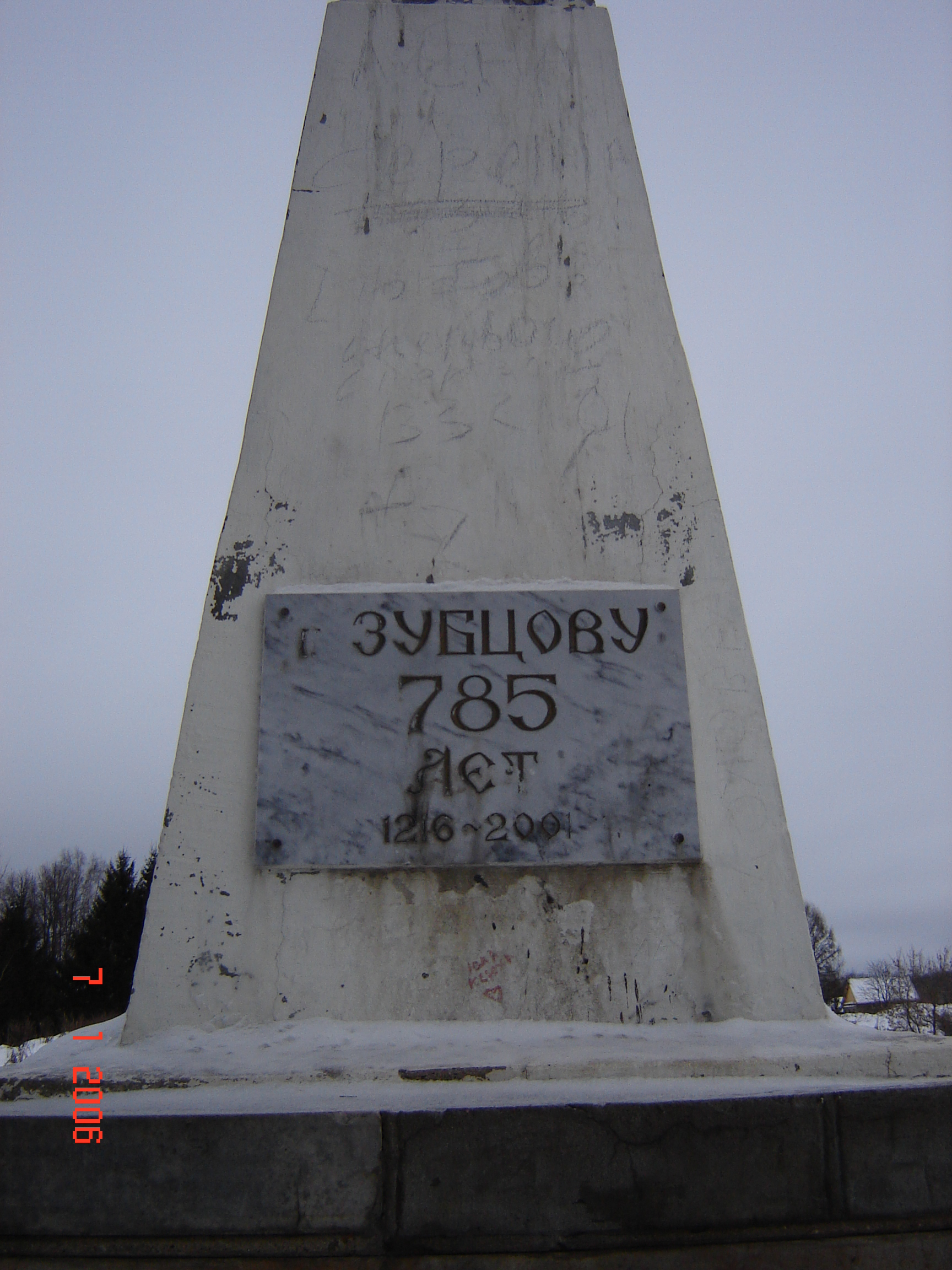
Зубцову 785 років
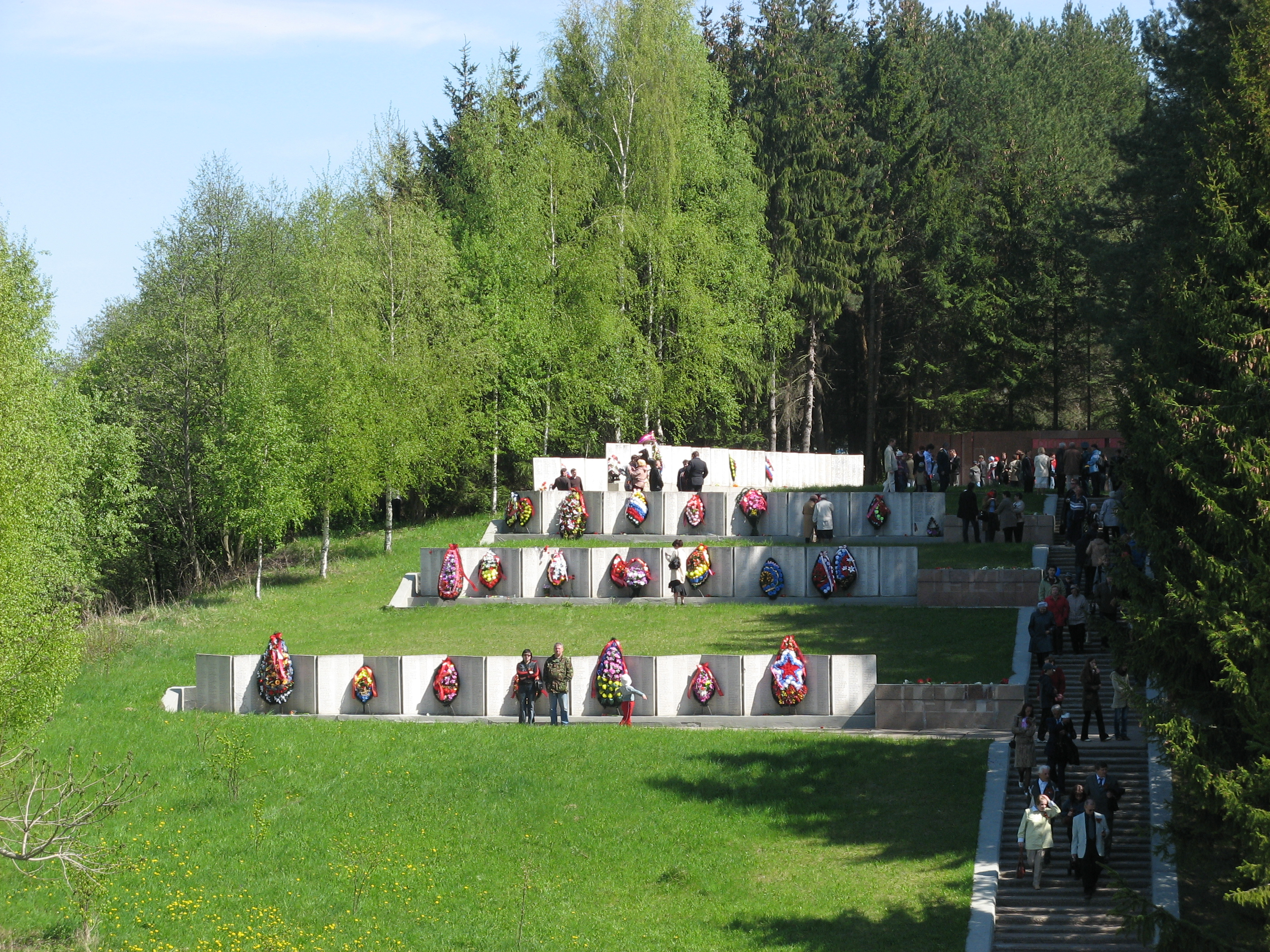
Зубцовський меморіальний комплекс

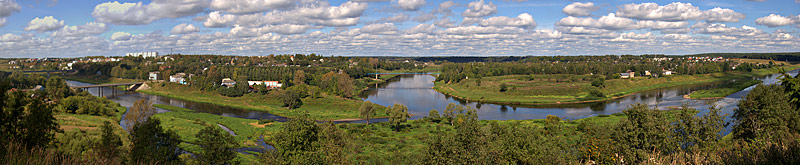
Панорама Зубцова